# Guichi
Guichi (chiń. upr. 贵池区; chiń. trad. 貴池區; pinyin Guìchí Qū) – dzielnica miasta Chizhou w prowincji Anhui we wschodniej Chińskiej Republice Ludowej. Liczba mieszkańców dzielnicy, w 2010 roku, wynosiła 587 170.